# Maracanã EC
Der Maracanã Esporte Clube, in der Regel nur kurz Maracanã genannt, ist ein 2005 gegründeter Fußballverein aus Maracanaú im brasilianischen Bundesstaat Ceará.
Aktuell spielt der Verein in der vierten brasilianischen Liga, der Série D, sowie in der Staatsmeisterschaft von Ceará.
2025 konnte der Klub sich in den ersten zwei Runden des Copa do Brasil 2025 gegen Klubs durchsetzen, welche im Ranking des CBF besser platziert waren. Die Prämien hieraus in Höhe von 1,83 Millionen Real wollte Maracanã benutzen, um seinen Spielern eine Prämie zu zahlen (200.000 Real), ein Trainingszentrum zu bauen (700.000 Real), strukturelle Verbesserungen vorzunehmen, zur Auszahlung der Gehaltsabrechnung beizutragen und Reserven aufzubauen.

## Erfolge
- Staatsmeisterschaft von Ceará Série B: 2012, 2021
- Staatsmeisterschaft von Ceará Série C: 2020
- Taça Padre Cícero: 2024

## Stadion
Der Verein trägt seine Heimspiele im Estádio Prefeito Almir Dutra in Maracanaú aus. Das Stadion hat ein Fassungsvermögen von 18.000 Personen.

## Trainer
Stand: 22. November 2024
| Trainer         | Nation    | von             | bis              |
| --------------- | --------- | --------------- | ---------------- |
| Júnior Cearense | Brasilien | 1. Oktober 2020 | 28. Februar 2023 |
| Júnior Cearense | Brasilien | 19. Januar 2024 |                  |